# Обсерватория Флейрстар
Обсерватория Флейрстар — астрономическая обсерватория, основанная в 1999 году около en:San Ġwann, Мальта. Последние публикации обсерватории были сделаны осенью 2002 года.

## Инструменты обсерватории
- 0.25-см MEADE, Шмидт-Кассегрен + ПЗС-камера HX516 Starlight Xpress

## Направления исследований
- Фотометрия астероидов главного пояса
- Астрометрия астероидов и комет

## Основные достижения
- 117 астрометрических измерений в базе данных MPC
- Измерение периода вращения у 14 астероидов

## Известные сотрудники
- Stephen M. Brincat — научный руководитель наблюдений в обсерватории